# Büssen
Büssen gehört zur Ortschaft Benkendorf und ist ein Ortsteil der Hansestadt Salzwedel im Altmarkkreis Salzwedel in Sachsen-Anhalt.

## Geographie
Das Gut Büssen liegt etwa 11 Kilometer südöstlich von Salzwedel in der Altmark.

## Geschichte

### Mittelalter bis Neuzeit
Büssen wird im Jahr 1322 zum ersten Mal als bussen erwähnt, als der Knappe Henning von Gartow die Schulzenfrau Lucie mit zwei Hufen Landes in Zühlen belehnte. Im Landbuch der Mark Brandenburg von 1375 wird das Dorf als Bussen aufgeführt. Die von Gartow und Salzwedeler Bürger hatten hier Besitz. Im Jahre 1435 ist der Ort unbewohnt: Item in dem dorppe tzu bussen […] dat is wüste. Weitere Nennungen der Wüstung sind 1593 Büßem und 1711 Büßen.
Im 16. Jahrhundert gab es Streitigkeiten über die Einrichtung einer Schäferei. Die Bauern lieferten sich förmliche Treffen mit den Schäfern, bei welcher Gelegenheit 6 Einwohner aus Quadendambeck und 2 Schäfer auf dem Platze blieben. 1597 musste die Schäferei abgebrochen werden.
Die Reste der Wüstung Büssen befanden sich etwa 250 Meter nordwestlich des heutigen Ortskerns. Das Flurstück wurde am Ende des 20. Jahrhunderts „Alter Kirchhof“ genannt, da dort die Ruine der alten Dorfkirche zu finden war. In der Kirchenruine wurde 1891 ein Feuersteinmeißel gefunden.
Das heutige Gut entstand Anfang des 17. Jahrhunderts als Rittergut auf der wüsten Feldmark. 1720 wird das Vorwerg Büßen genannt, 1745 heißt es Bissem, Rittersitz mit einer Schäferei und 1804 dann adliges Gut Büssen. Im Jahre 1800 hatte Johann Friedrich Raecke das Gut Büssen käuflich für eine Summe von 22 700 Talern von Heinrich Paul von Kalm erworben. 1911 kaufte Fritz Wiechmann aus Baars das Gut, das er bereits vorher gepachtet hatte. Er züchte auch das „veredelte Landschwein“. 1945 musste er das Gut verlassen.
Bei der Bodenreform wurde 1946 das Rittergut mit einer Fläche von 355 Hektar enteignet und in ein Provinzialgut zur Saatzucht umgewandelt.
Bereits 1949 wurde es zu einem Volksgut zur Tierzucht, das dann im Jahre 1952 dem VEG Zierau angegliedert, wurde. 1986 wird ein VEG (Z) Tierzucht Büssen mit Brigadier Zierau genannt.

### Eingemeindungen
Ursprünglich gehörte das Gut zum Arendseeischen Kreis der Mark Brandenburg in der Altmark. Zwischen 1807 und 1813 lag es im Kanton Groß Apenburg auf dem Territorium des napoleonischen Königreichs Westphalen. Ab 1816 gehörte das Rittergut zum Kreis Salzwedel, dem späteren Landkreis Salzwedel.
Am 30. September 1928 wurde der Gutsbezirk Büssen mit der Landgemeinde Benkendorf im Landkreis Salzwedel vereinigt. Mit der Eingemeindung von Benkendorf nach Salzwedel am 1. Januar 2009 kam der Ortsteil Büssen zur Hansestadt Salzwedel und zur neu errichteten Ortschaft Benkendorf.

### Einwohnerentwicklung
| Jahr | Einwohner |
| ---- | --------- |
| 1774 | 04        |
| 1789 | 28        |
| 1798 | 24        |
| 1801 | 20        |
| 1818 | 15        |
| 1840 | 43        |
| 1864 | 50        |
| 1871 | 42        |
| 1885 | 65        |
| 1892 | [00]54    |

| Jahr | Einwohner |
| ---- | --------- |
| 1895 | 067       |
| 1900 | [00]066   |
| 1905 | 058       |
| 1910 | [00]082   |
| 1925 | 104       |
| 2015 | [00]068   |
| 2020 | [00]063   |
| 2021 | [00]065   |
| 2022 | [00]067   |
| 2023 | [0]068    |

Quelle, wenn nicht angegeben, bis 1925:

## Religion
Die evangelischen Christen aus Büssen gehörten früher zur Kirchengemeinde Benkendorf und damit zur Pfarrei Jeggeleben. Die Evangelischen aus Büssen gehören heute zum Pfarrbereich Apenburg im Kirchenkreis Salzwedel im Bischofssprengel Magdeburg der Evangelischen Kirche in Mitteldeutschland.

## Kultur und Sehenswürdigkeiten
Die große Hofanlage des früheren Rittergutes mit Fachwerkwohngebäuden und Wirtschaftsgebäuden steht unter Denkmalschutz. Nördlich des Gutes und westlich der Siedlung sind Reste der Westwand der ehemaligen Kirche erhalten.

## Wirtschaft
Das ehemalige Gut wird als Ferienanlage genutzt.